# Dewan Undangan Negeri Sabah

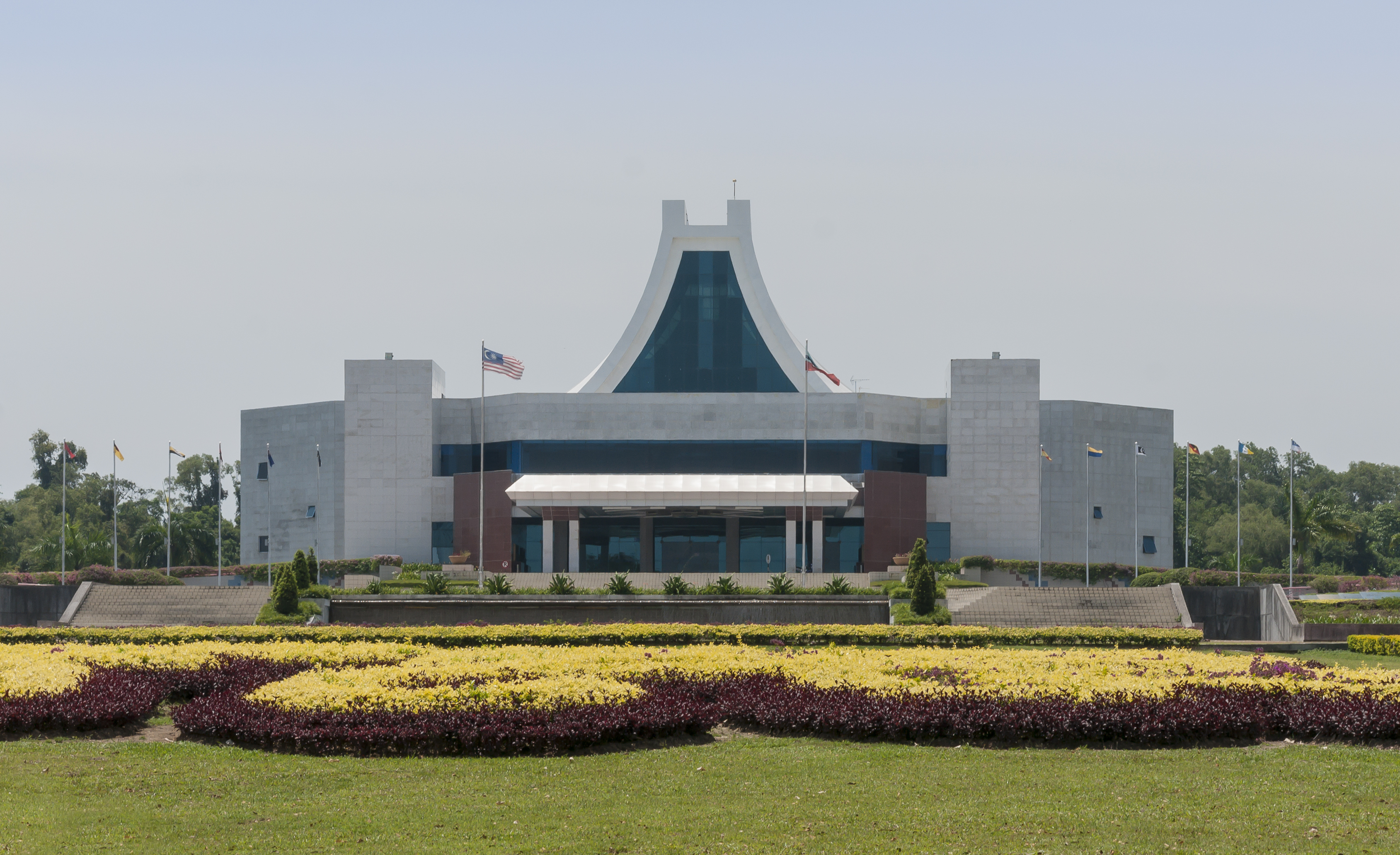
Dewan Undangan Negeri Sabah

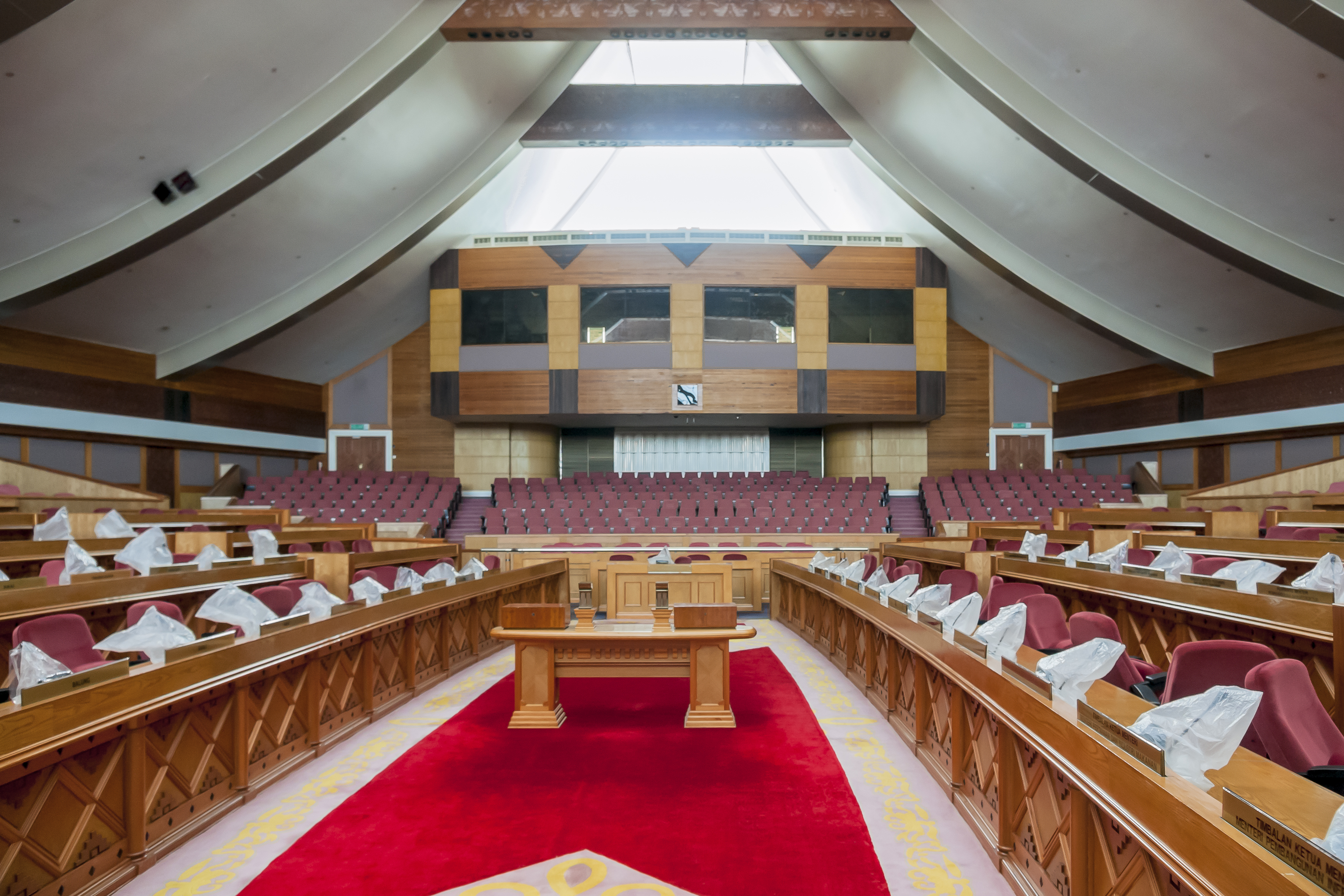
Parlamentssaal

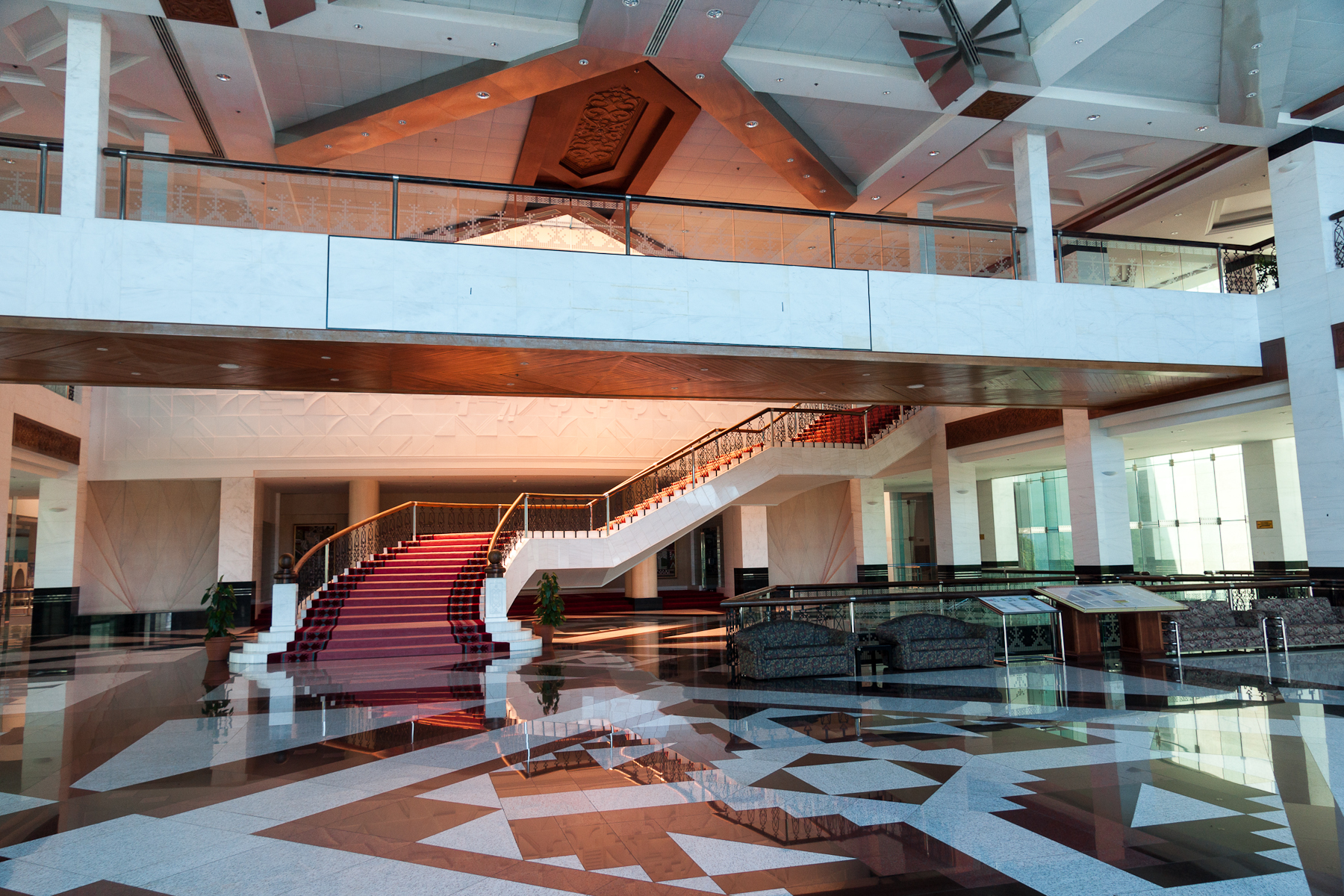
Eingangshalle

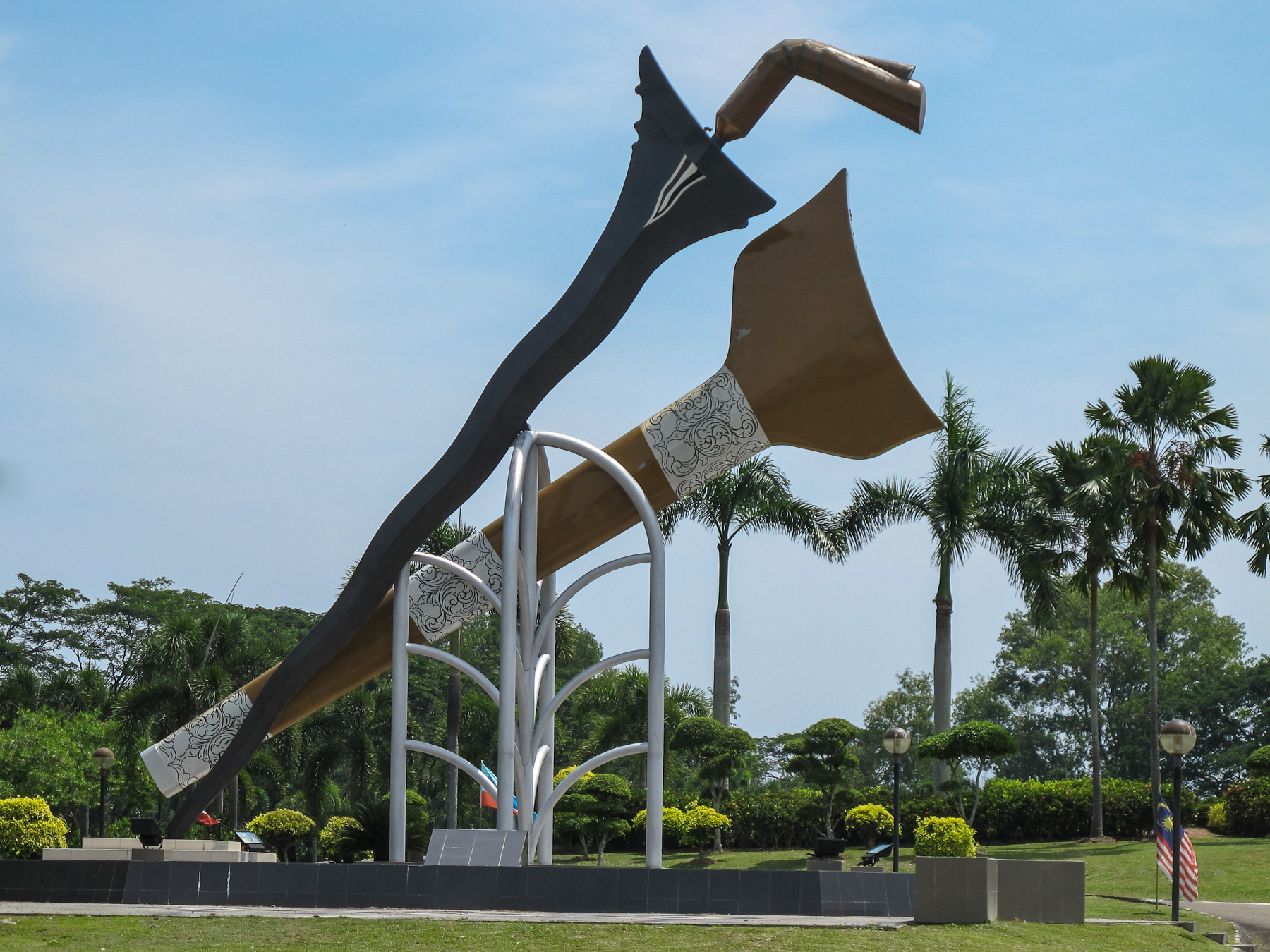

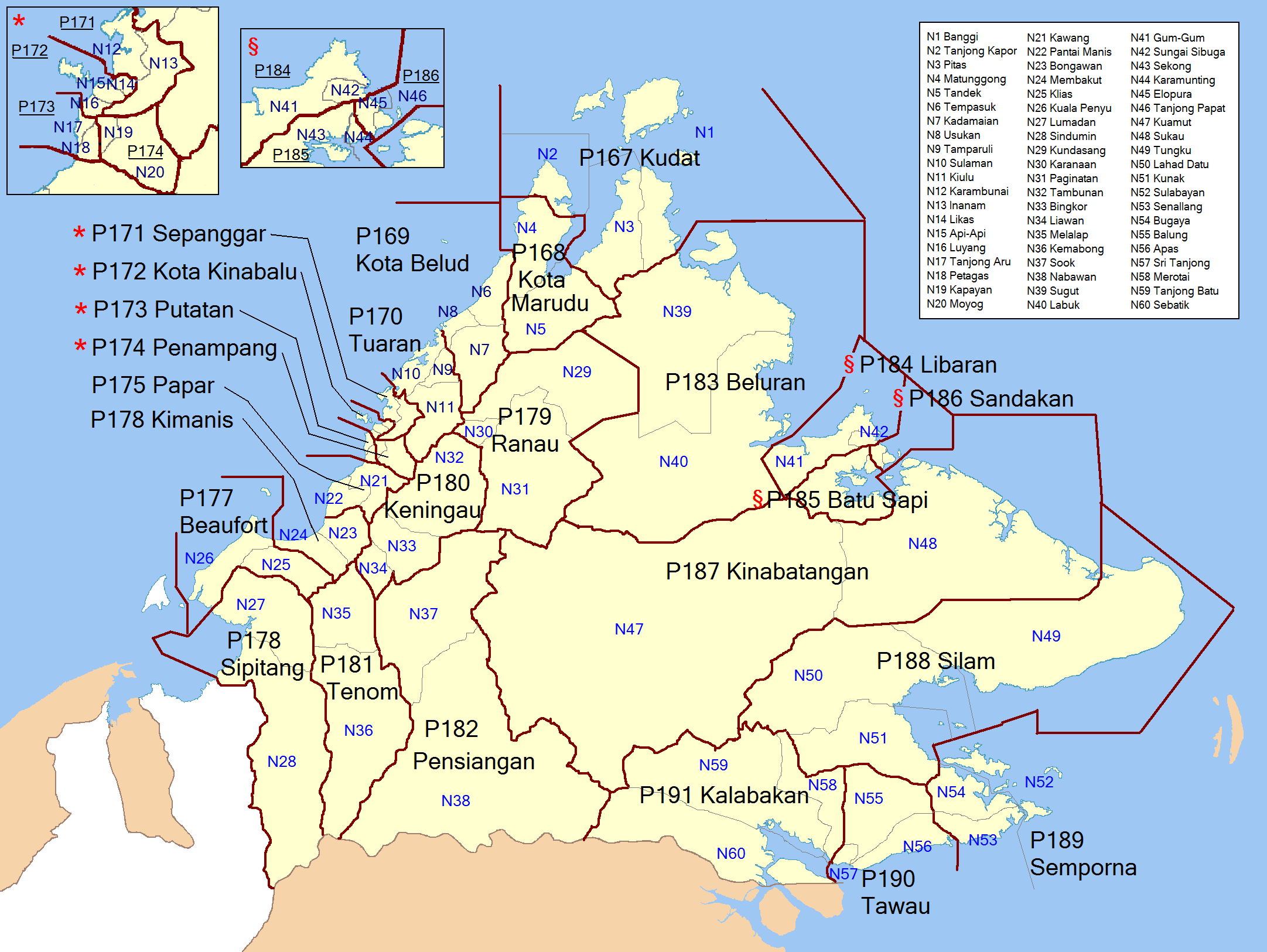
Karte der Wahlbezirke und Wahlkreise in Sabah.

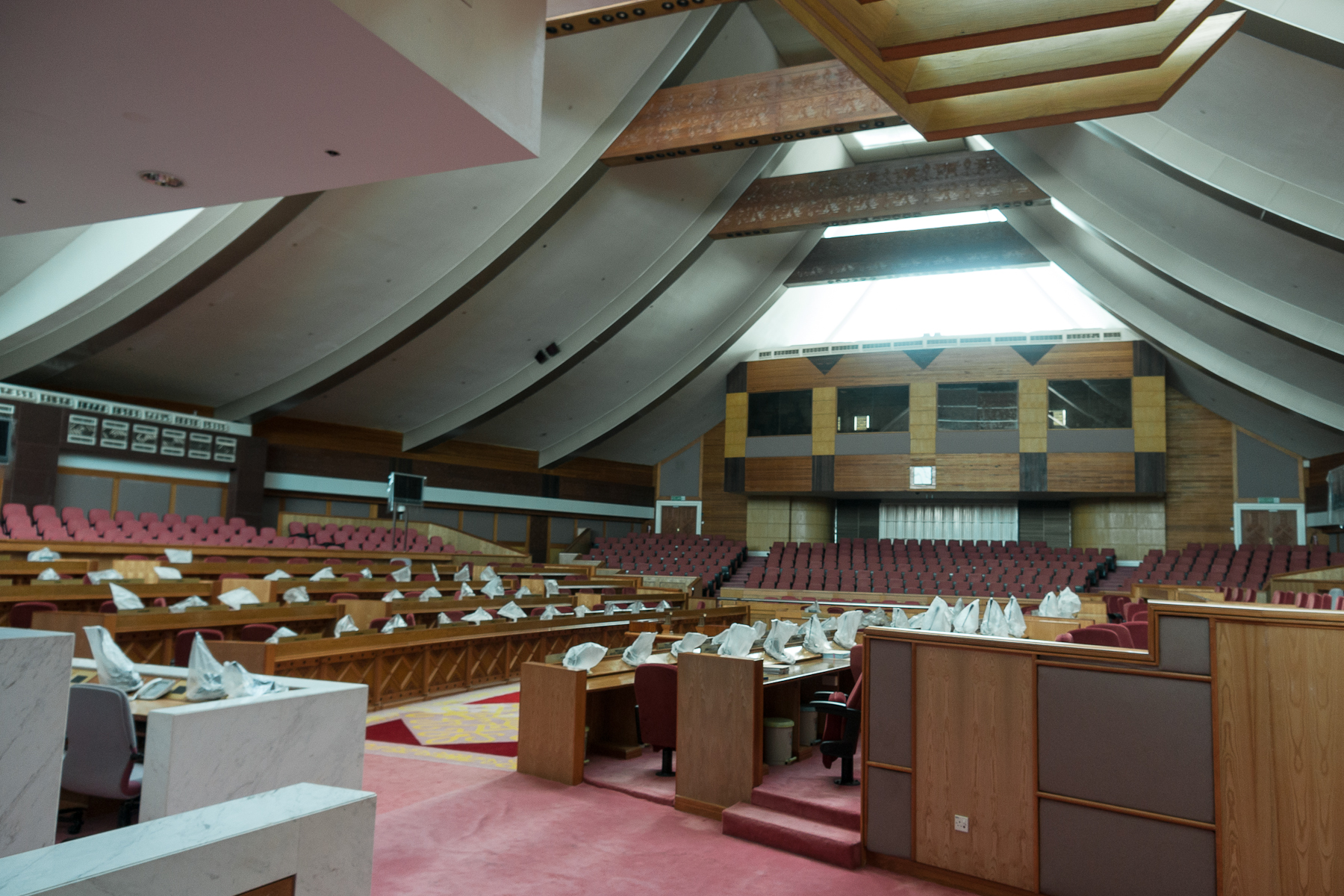
Parlamentssaal

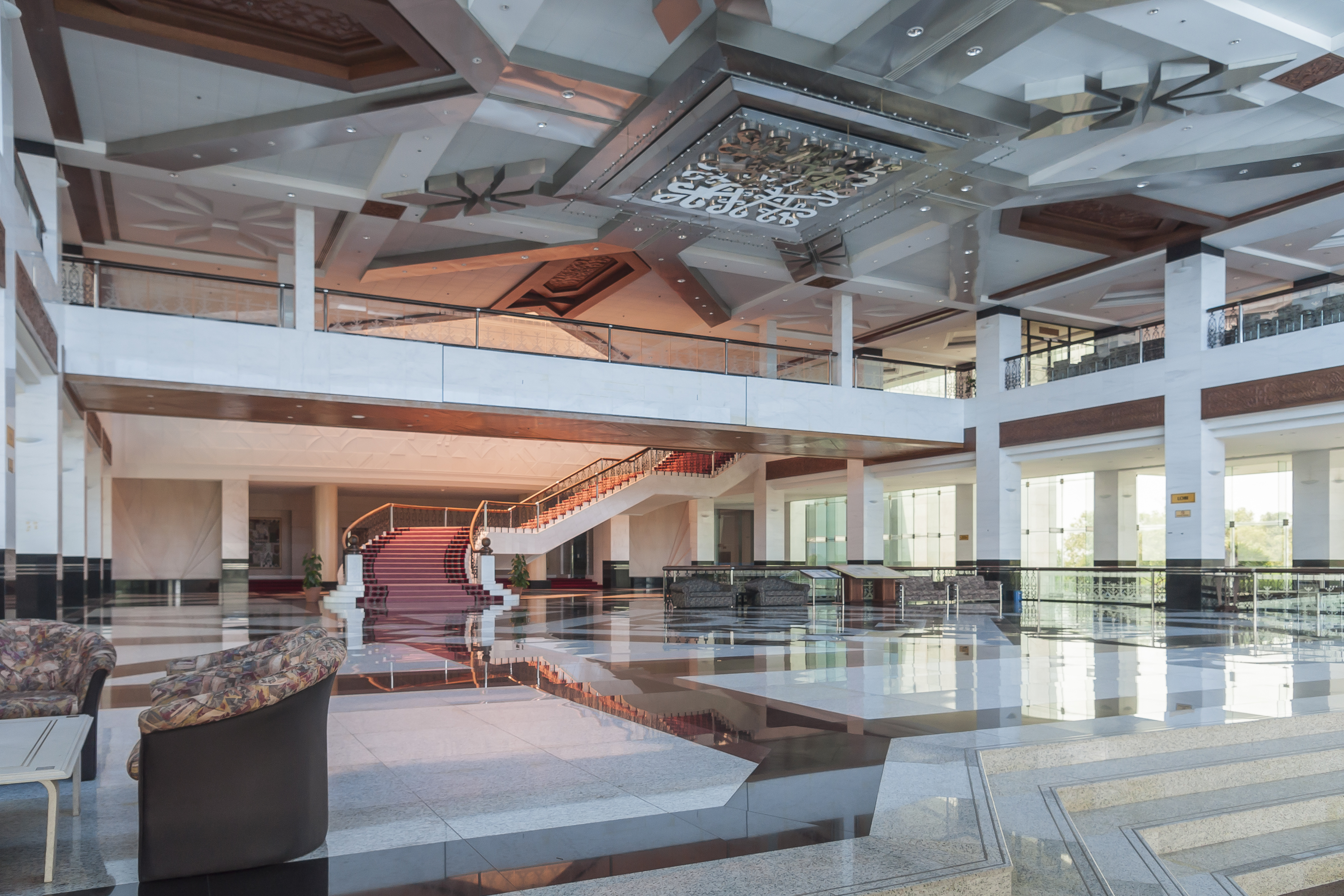
Eingangshalle

Dewan Undangan Negeri Sabah oder Sabah State Legislative Assembly (deutsch: Gesetzgebende Versammlung von Sabah) ist die Legislative im malaysischen Bundesstaat Sabah. Es ist ein Einkammersystem, das sich aus 60 Abgeordneten zusammensetzt.
Die legislative Versammlung, deren Mitglieder als state assemblymen (deutsch: Abgeordnete des Bundesstaates) bezeichnet werden, tagt im Abgeordnetenhaus in Likas, einem Stadtteil von Kota Kinabalu. Die Mehrheit der 60 Sitze wird von der Koalitionspartei Barisan Nasional (BN) gehalten. Nach den Wahlen vom 5. Mai 2013 befand sich die gesetzgebende Versammlung in ihrer 12. Legislaturperiode und die Koalition der BN hatte 48 Sitze, die Parti Keadilan Rakyat (PKR) sieben Sitze, die Democratic Action Party (DAP) vier Sitze und die State Reform Party einen Sitz inne.

## Geschichte
Die erste Wahl zur Gesetzgebenden Versammlung von Sabah fand im Jahr 1967 statt. Die Versammlung tagte von 1967 bis 1980 im alten Landtagsgebäude auf dem Hügel Bukit Istana Lama, dort wo heute das Sabah Museum seinen Platz hat. In den Jahren 1980–1995 beherbergte die 7. Etage des Sabah Foundation Building die Versammlung.
Ab Juli 1995 wurde auf einem 38 Hektar großen Grundstück im Stadtteil Likas ein neues Parlamentsgebäude errichtet. Der Kostenaufwand betrug rund 30 Millionen EUR.

## Wahlbezirke und Wahlkreise
Die Karte zeigt auf Basis der Wahlen von 2008 die Wahlkreise in Sabah, die mit einem vorangestellten 'N' gekennzeichnet sind. Das Präfix 'P' kennzeichnet die Wahlbezirke für die gesamtmalaysischen Parlamentswahlen. Aufgrund der gerne praktizierten Änderung von Wahlbezirken und -kreisen vor einer Wahl ist die folgende Übersichtskarte möglicherweise in Zukunft nicht mehr zutreffend.

## Wahlen
Gemäß Landesverfassung finden die Wahlen zum Parlament des Bundesstaats alle 5 Jahre statt. Sie werden zeitgleich mit den Wahlen zum malaysischen Parlament abgehalten. Am 3. April 2013 löste der Ministerpräsident von Sabah, Musa Aman, die gesetzgebende Versammlung auf. Die Neuwahlen fanden am 5. Mai 2013 statt.

## Abgeordnete
Die Tabelle listet die Abgeordneten mit ihrer jeweiligen Parteizugehörigkeit in der Reihenfolge der Wahlkreise auf. Stand der Liste: Mai 2013.
| Sabah |               |                                       |        |
| No.   | Wahlkreis     | Name des Parlamentsmitglieds          | Partei |
| N1    | Banggi        | Abdul Mijul Unaini                    | BN     |
| N2    | Tanjung Kapor | Teo Chee Kang                         | BN     |
| N3    | Pitas         | Bolkiah Ismail                        | BN     |
| N4    | Matunggong    | Jelin bin Dasanap @ Jelani bin Hamdan | PKR    |
| N5    | Tandek        | Lasiah Baranting @ Anita              | BN     |
| N6    | Tempasuk      | Musbah Jamli                          | BN     |
| N7    | Kadamaian     | Ukoh @ Jeremmy bin Malajad @ Malazad  | PKR    |
| N8    | Usukan        | Md Salleh Md Said                     | BN     |
| N9    | Tamparuli     | Mojilip bin Bumburing @ Wilfried      | PKR    |
| N10   | Sulaman       | Hajiji Haji Noor                      | BN     |
| N11   | Kiulu         | Joniston bin Lumai @ Bangkuai         | BN     |
| N12   | Karambunai    | Jainab Ahmad Ayid                     | BN     |
| N13   | Inanam        | Roland Chia Ming Shen                 | PKR    |
| N14   | Likas         | Wong Hong Jun                         | DAP    |
| N15   | Api Api       | Liew Chin Jin                         | PKR    |
| N16   | Luyang        | Hiew King Cheu                        | DAP    |
| N17   | Tanjong Aru   | Yong Oui Fah                          | BN     |
| N18   | Petagas       | Yahyah @ Yahya Hussin                 | BN     |
| N19   | Kapayan       | Edwin @ Jack Bosi                     | DAP    |
| N20   | Moyog         | Terrence Siambun                      | PKR    |
| N21   | Kawang        | Ghulam Haidar                         | BN     |
| N22   | Pantai Manis  | Abdul Rahim Ismail                    | BN     |
| N23   | Bongawan      | Mohamad Bin Alamin                    | BN     |
| N24   | Membakut      | Mohd Arifin Mohd Arif                 | BN     |
| N25   | Klias         | Lajim Bin Ukim                        | PKR    |
| N26   | Kuala Penyu   | Limus Bin Jury                        | BN     |
| N27   | Lumadan       | Kamarlin Ombi                         | BN     |
| N28   | Sindumin      | Ahmad Bujang                          | BN     |
| N29   | Kundasang     | Joachim Gunsalam                      | BN     |
| N30   | Karanaan      | Masidi Manjun @ Masdi                 | BN     |
| N31   | Paginatan     | Siringan Bin Gubat @ Alliance         | BN     |
| N32   | Tambunan      | Joseph Pairin Kitingan                | BN     |
| N33   | Bingkor       | Geoffrey Kitingan                     | STAR   |
| N34   | Liawan        | Sapin @ Sairin Karano @ Karno         | BN     |
| N35   | Melalap       | Radin Malleh                          | BN     |
| N36   | Kemabong      | Rubin Balang                          | BN     |
| N37   | Sook          | Ellron Angin                          | BN     |
| N38   | Nabawan       | Bobbey Ah Fang Suan                   | BN     |
| N39   | Sugut         | James Ratib                           | BN     |
| N40   | Labuk         | Metah @ Michael Asang                 | BN     |
| N41   | Gum Gum       | Zakaria Mohd Edris @ Tubau            | BN     |
| N42   | Sungai Sibuga | Musa Aman                             | BN     |
| N43   | Sekong        | Samsudin Yahya                        | BN     |
| N44   | Karamunting   | Charles O Pang Su Pin                 | BN     |
| N45   | Elopura       | Au Kam Wah                            | BN     |
| N46   | Tanjong Papat | Tan Shu Kiah                          | BN     |
| N47   | Kuamut        | Masiung Banah                         | BN     |
| N48   | Sukau         | Saddi Abdu Rahman                     | BN     |
| N49   | Tungku        | Mohd Suhaili Said                     | BN     |
| N50   | Lahad Datu    | Mohammad Yusof bin Apdal              | BN     |
| N51   | Kunak         | Nilwan Kabang                         | BN     |
| N52   | Sulabayan     | Jaujan bin Sambakong                  | BN     |
| N53   | Senallang     | Nasir Sakaran                         | BN     |
| N54   | Bugaya        | Ramli Marahaban                       | BN     |
| N55   | Balung        | S. Abas S. Ali                        | BN     |
| N56   | Apas          | Tawfiq Abu Bakar Titingan             | BN     |
| N57   | Sri Tanjong   | Chan Foong Hin                        | DAP    |
| N58   | Merotai       | Pang Yuk Ming                         | BN     |
| N59   | Tanjung Batu  | Hamisa Samat                          | BN     |
| N60   | Sebatik       | Abd Muis Picho                        | BN     |